# Cupa României la polo pe apă (masculin)
Cupa României la polo pe apă este a doua cea mai importantă competiție de polo din România. CSA Steaua București este ultima câștigătoare a Cupei României ajungând la trofeul cu numărul 15.

## Format
S-a desfășurat un turneu, la care au participat 7 echipe împărțite in 2 grupe: Grupa A și Grupa B. Au avut loc 3 etape, in fiecare etapa s-au disputat 3 meciuri, o echipa din Grupa B a stat in fiecare etapa. Au urmat Semifinalele A1-B2, B1-A2 si A3-B3 finala loc 5. Ultima etapa s- disputat finala pentru locul 3 apoi finala pentru locul 1 urmata de decernarea trofeului.